# Bimastos eiseni
Bimastos eiseni är en ringmaskart som först beskrevs av Levinsen 1884.  Bimastos eiseni ingår i släktet Bimastos, och familjen daggmaskar. Arten är reproducerande i Sverige.